# 埼玉県市民ネットワーク
 埼玉県市民ネットワーク（さいたまけんしみんネットワーク、英語: Citizen Network of Saitamaは、埼玉県で活動する地域政党・政治団体である。埼玉県内の生活クラブ生活協同組合の代理人運動部門である。

## 沿革
- 1997年、「埼玉・市民ネットワーク」設立。
- 2001年、秋のフォーラムを生活クラブ生協・埼玉、ワーカーズ・コレクティブ連合会と共催。
- 2003年、生活クラブ運動グループ宣言。
- 2014年、「「再生可能エネルギーフォーラム」を生活クラブ生協・埼玉と共催。
- 2017年、第24回参議院議員通常選挙では、立憲民主党の大河原雅子（東京・生活者ネットワークの元地方議員）を支援した。
- 2019年、2019年埼玉県議会議員選挙で東8区越谷市選挙区から出馬した辻浩司（社会民主党、自由党推薦）が当選[1]。同会の公認候補としては初の県議会議員の誕生である[2]。当選後は、立憲民主党・連合系会派の「埼玉民主フォーラム」に所属。
- 2023年、2023年埼玉県議会議員選挙で東8区越谷市選挙区から出馬した辻浩司（社会民主党推薦）が再選を果たしたが、不祥事により翌2024年3月1日付を以て議員を辞職した。

## 党勢
2024年4月現在、埼玉県内の5市に計7名の市議会議員がいる。いずれも女性議員である。鴻巣市、所沢市、寄居町、三芳町等には地方議員は居ないものの、後述のように埼玉県市民ネットワークの地域団体が存在している。

## 加盟団体・政務活動費収支報告書

### 加盟組織・団体
2025年時点で加盟団体は7団体である。越谷市民ネットワーク、生き活きネットワーク鴻巣、まちネットワークよりい、よしかわ市民ネットワーク、はにゅう市民ネットワーク、くまがや市民ネットワーク準備会、ひだか市民ネットワーク。

### 政務活動費収支報告書
2023年6月から20243月までの政務活動費収支報告書によると、越谷市民ネットワークは資料購入費合計14万3088円の内11万4210円という約79.8%が日本共産党の機関誌であるしんぶん赤旗代である。